# 韓国バスケットボールリーグ
韓国バスケットボールリーグ（英: Korean Basketball League、略称: KBL）は、大韓民国の男子プロバスケットボールリーグである。

## 歴史
プロリーグ構想が持ち上がったのは1993年。1996年にリーグ機構が創立され、翌1997年には初のリーグ戦が行われた。が、当時はアジア通貨危機下でもあり、当時参戦したチームの多くは変わっている。この2005～2006シーズンも、2チームの親会社が入れ替わった。現在、韓国では冬のメインスポーツとして親しまれてはいるが、2014年を境に観客数が減少している。

## ルール
各チームが登録できる選手数は15人まで。
外国人選手は各チーム2人まで登録できるが、2009-2010シーズンからは1人だけ出場することができる。ただし、2018-19シーズンから新たに外国人選手に対し身長制限が設けられ2m以上の選手は出場することができない。試合規定は、バスケットボール競技規則に基づく。

## 運営方式

### レギュラーシーズン
10月から3月中旬にかけ、各チーム6試合総当り(ラウンドロビン制)のリーグ戦(54試合)を行い、プレーオフ出場チームを決定。
6位までのチームがプレーオフ出場権を得る。

### オールスター戦
1月最終土日に開催。
南部選抜チームと中部選抜チームが対戦する。
2005年からは中国のプロバスケットリーグとのオールスター戦も、併せて行われるようになった。

### プレーオフ・ファイナル
プレーオフ1回戦
a.レギュラーシーズン3位と6位
b.レギュラーシーズン4位と5位
で3勝先勝したチームが勝ち上がり
プレーオフ2回戦
aの勝者とレギュラーシーズン2位
bの勝者とレギュラーシーズン1位
で3勝先勝したチームが勝ち上がり
ファイナル
プレーオフ2回戦の勝者が対戦。4勝先勝したチームが優勝
2005-2006年より優勝チームは、bj-KBL チャンピオンシップゲームズに進出

## クラブ一覧
| チーム                       | ホームタウン         | KBL参入年度 | 過去のチーム名 |
| ---------------------------- | -------------------- | ----------- | --- |
| ソウル三星サンダース         | ソウル特別市         | 1996年      | - 水原三星サンダース（1996-2001） |
| ソウルSKナイツ               | ソウル特別市         | 1997年      | - 清州SKナイツ（1997-2001） |
| 大邱韓国ガス公社ペガサス     | 大邱広域市           | 1996年      | - 大宇証券バスケットボール部（1994-1997） - 仁川大宇ゼウス（1997-1999） - 仁川新世紀ビッグス（1999-2001） - 仁川SKビッグス（2001-2003） - 仁川電子ランドブラックスライーマー（2003-2009） - 仁川電子ランドエレファンツ（2009-2021）                                                                   |
| 安養正官庄レッドブースターズ | 京畿道安養市         | 1996年      | - SBSバスケットボール部（1992-1997） - 安養SBSスターズ（1997-2005） - 安養KT&Gカイツ(2006-2009) - 安養韓国人参公社（2010-2011） - 安養KGC人参公社（2011-2023） |
| 原州DBプロミ                 | 江原特別自治道原州市 | 1996年      | - 原州ナレ･ブルーバード（1997-1999） - 原州三宝エクサス（1999-2002） - 原州TGエクサス（2002-2003） - 原州TG三宝エクサス（2003-2005） - 原州東部プロミ（2005-2017） |
| 釜山KCCイージス              | 釜山広域市           | 1996年      | - 現代バスケットボール部（1977-1996） - 大田現代ダイナット（1997-1999） - 大田現代ガリバーズ（1999-2001） - 全州KCCイージス（2001-2023） |
| 高陽ソノ・スカイガンナーズ   | 京畿道高陽市         | 1996年      | - 大邱東洋オリオンズ（1997-2003） - 大邱オリオンズ（2003-2011） - 高陽オリオンズ（2011-2015） - 高陽オリオンオリオンズ（2015-2022） - 高陽キャロットジャンパーズ（2022-2023） - 高陽デイワンジャンパーズ（2023）                                                                                      |
| 水原KTソニックブーム         | 京畿道水原市         | 1996年      | - 光州羅山フラマンズ（1997-1999） - 光州ゴールドバンク・クリッカーズ（1999-2000） - 麗水ゴールドバンク・クリッカーズ（2000-2001） - 麗水コリアテンダープルミ（2001-2003） - 釜山コリアテンダーMAX10（2003.9-2003.11） - 釜山KTFマジックウィングズ（2003.11-2009） - 釜山KTソニックブーム（2009-2021） |
| 昌原LGセイカーズ             | 慶尚南道昌原市       | 1997年      | - 慶南LGセイカーズ（1997-1998） |
| 蔚山現代モービスフィバス     | 蔚山広域市           | 1996年      | - 釜山起亜エンタープライズ（1997-2001） - 蔚山モービスオートモンス（2001-2004） - 蔚山モービスフィバス（2004-2017） |

## 歴代ファイナル
| 回 | シーズン      | 勝者                           | 戦績                           | 敗者                           | MVP                            | 備考 |
| -- | ------------- | ------------------------------ | ------------------------------ | ------------------------------ | ------------------------------ | ---- |
| 1  | 1997年        | 釜山起亜エンタープライズ       | 4勝1敗                         | 原州ナレ・ブルーバード         | 姜東煕（カン・ドンヒ）         |      |
| 2  | 1997年-1998年 | 大田現代ダイナット             | 4勝3敗                         | 釜山起亜エンタープライズ       | 許載（ホ・ジェ、起亜*）        |      |
| 3  | 1998年-1999年 | 大田現代ガリバーズ             | 4勝1敗                         | 釜山起亜エンタープライズ       | 趙成遠（チョ・ソンウォン）     |      |
| 4  | 1999年-2000年 | 清州SKナイツ                   | 4勝2敗                         | 大田現代ガリバーズ             | 徐章勲（ソ・ジャンフン）       |      |
| 5  | 2000年-2001年 | 水原三星サンダース             | 4勝1敗                         | 昌原LGセイカーズ               | 朱熙正（チュ・ヒジョン）       |      |
| 6  | 2001年-2002年 | 大邱東洋オリオンズ             | 4勝3敗                         | ソウルSKナイツ                 | マーカス・ヒックス             |      |
| 7  | 2002年-2003年 | 原州TGエクサス                 | 4勝2敗                         | 大邱東洋オリオンズ             | デビット・ジャクソン           |      |
| 8  | 2003年-2004年 | 全州KCCイージス                | 4勝3敗                         | 原州TG三宝エクサス             | 李相旼（イ・サンミン）         |      |
| 9  | 2004年-2005年 | 原州TG三宝エクサス             | 4勝2敗                         | 全州KCCイージス                | 金鋳城（キム・ジュソン）       |      |
| 10 | 2005年-2006年 | ソウル三星サンダース           | 4勝0敗                         | 蔚山モービスフィバス           | 姜赫（カン・ヒョク）           |      |
| 11 | 2006年-2007年 | 蔚山モービスフィバス           | 4勝3敗                         | 釜山KTFマジックウィングズ      | 梁東根（ヤン・ドングン）       |      |
| 12 | 2007年-2008年 | 原州東部プロミ                 | 4勝1敗                         | ソウル三星サンダース           | 金鋳城                         |      |
| 13 | 2008年-2009年 | 全州KCCイージス                | 4勝3敗                         | ソウル三星サンダース           | 秋承均（チュ・スンギュン）     |      |
| 14 | 2009年-2010年 | 蔚山モービスフィバス           | 4勝2敗                         | 全州KCCイージス                | ハム・ジフン                   |      |
| 15 | 2010年-2011年 | 全州KCCイージス                | 4勝2敗                         | 原州東部プロミ                 | ハ・スンジン                   |      |
| 16 | 2011年-2012年 | 安養KGC人参公社                | 4勝2敗                         | 原州東部プロミ                 | オ・セグン                     |      |
| 17 | 2012年-2013年 | 蔚山モービスフィバス           | 4勝0敗                         | ソウルSKナイツ                 | ヤン・ドングン                 |      |
| 18 | 2013年-2014年 | 蔚山モービスフィバス           | 4勝2敗                         | 昌原LGセイコス                 | ムン・テヨン                   |      |
| 19 | 2014年-2015年 | 蔚山モービスフィバス           | 4勝0敗                         | 原州東部プロミ                 | ヤン・ドングン                 |      |
| 20 | 2015年-2016年 | 高陽オリオンオリオンズ         | 4勝2敗                         | 全州KCCイージス                | イ・スンヒョン                 |      |
| 21 | 2016年-2017年 | 安養KGC人参公社                | 4勝2敗                         | ソウル三星サンダース           | オ・セグン                     |      |
| 22 | 2017年-2018年 | ソウルSKナイツ                 | 4勝2敗                         | 原州DBプロミ                   | Terrico White                  |      |
| 23 | 2018年-2019年 | 蔚山現代モービスフィバス       | 4勝1敗                         | 仁川電子ランドエレファンツ     | イ・デソン                     |      |
| 24 | 2019年-2020年 | シーズン途中終了のため行われず | シーズン途中終了のため行われず | シーズン途中終了のため行われず | シーズン途中終了のため行われず |      |
| 25 | 2020年-2021年 | 安養KGC人参公社                | 4勝0敗                         | 全州KCCイージス                | ジャレッド・サリンジャー       |      |
| 26 | 2021年-2022年 | ソウルSKナイツ                 | 4勝1敗                         | 安養KGC人参公社                | キム・ソンヒョン               |      |
| 27 | 2022年-2023年 | 安養KGC人参公社                | 4勝3敗                         | ソウルSKナイツ                 | オ・セグン                     |      |
| 28 | 2023年-2024年 | 釜山KCCイージス                | 4勝1敗                         | 水原KTソニックブーム           | Heo Ung (KCC)                  |      |